# Шомин, Александр Константинович

Бюст на аллее Героев в Ирбите

Александр Константинович Шомин (21 июня 1906 — 26 июня 1944) — советский военнослужащий, участник Великой Отечественной войны, помощник командира взвода 1090-го стрелкового полка (323-я стрелковая дивизия, 3-я армия, 2-й Белорусский фронт), старший сержант. Герой Советского Союза.

## Биография
Родился 21 июня 1906 года в деревне Малая Аникина в крестьянской семье. Русский. Получил начальное образование. Работал в колхозе.

#### Великая Отечественная война
В августе 1941 года призван в РККА Ирбитским РВК. С 28 августа 1941 года сражался на Калининском, Центральном, Западном, 2-м Белорусском фронтах.

#### Подвиг
Из наградного листа:

Помощник командира взвода старший сержант Шомин в боях под деревней Старое Залитвинье 26 июня 1944 года во главе взвода первым бросился в атаку на противника с задачей уничтожить огневую точку, преграждавшую наступление левого фланга роты. Подойдя вплотную к дзоту, взвод был вынужден залечь, укрывшись от ураганного огня противника. В этот момент старший сержант Шомин дополз до амбразуры дзота и своим телом закрыл её, заставил огневую точку замолчать. Взвод рывком бросился к дзоту, уничтожил до 18 солдат и 2 офицеров противника, взял в плен до 20 гитлеровцев. Благодаря героическому поступку тов. Шомина, пожертвовавшего своей жизнью, взвод выполнил поставленную командованием задачу, прорвав оборону противника.

Указом Президиума Верховного Совета СССР от 24 марта 1945 года за образцовое выполнение боевых заданий Командования на фронте борьбы с немецкими захватчиками и проявленные при этом отвагу и геройство старшему сержанту Шомину Александру Константиновичу присвоено звание Героя Советского Союза с вручением ордена Ленина и медали «Золотая Звезда» (посмертно).
Похоронен в братской могиле в деревне Хвойница Кировского района Могилёвской области.

## Награды
- Медаль «Золотая Звезда» (24.03.1945)[2];
- орден Ленина (24.03.1945);
- медаль «За отвагу» (04.03.1944)[4];
- медаль «За боевые заслуги» (30.06.1943)[5].

## Память
Бюст в городе Ирбит.